# 2036 Sheragul
2036 Sheragul este un asteroid din centura principală, descoperit pe 22 septembrie 1973 de Nikolai Cernîh.